# Букская поселковая община
Букская поселковая община — община в Черкасской области, Украина.

## Населенные пункты
Община насчитывает 1 поселок (Буки) и 8 сел.

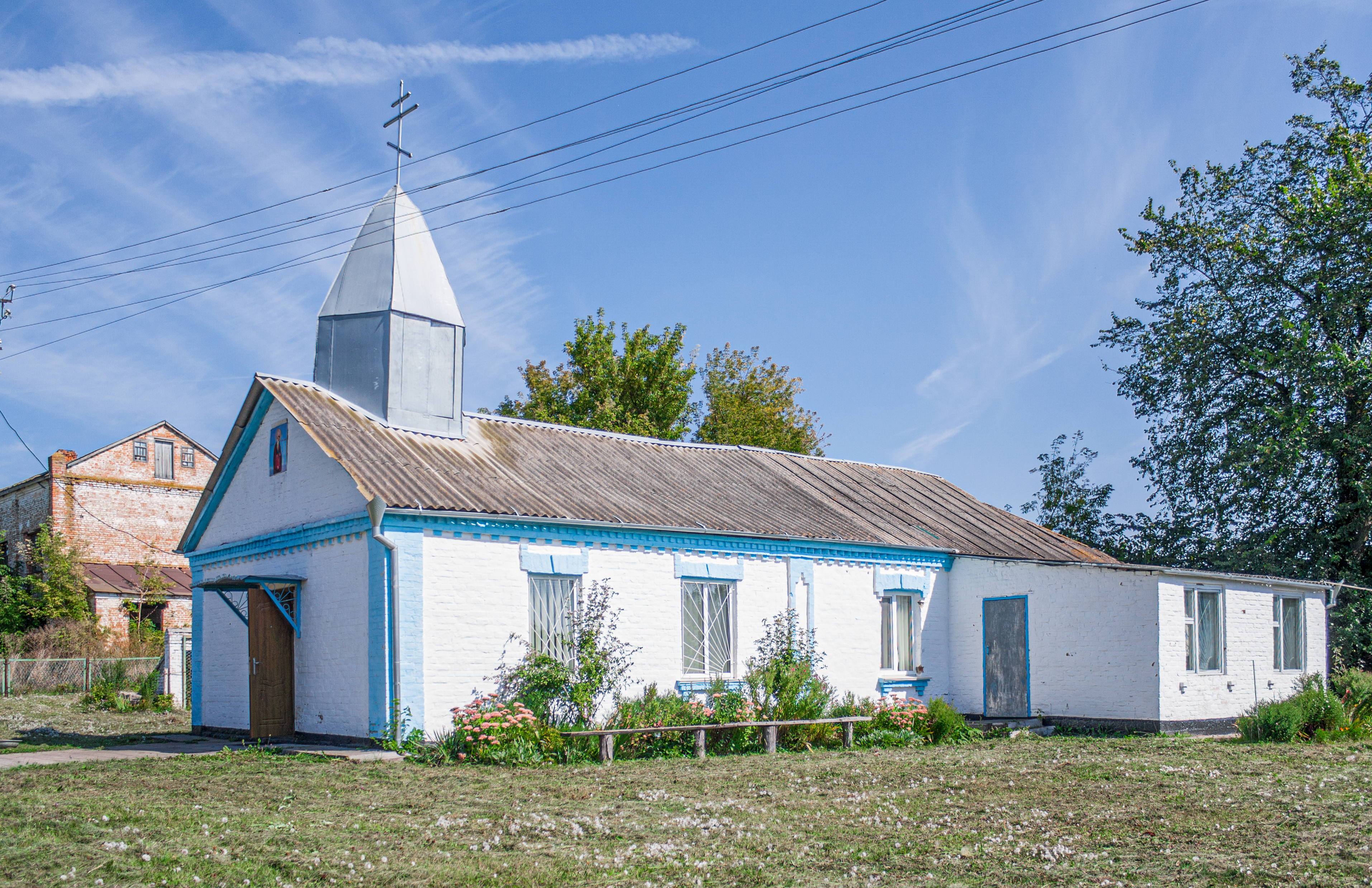
Церковь в селе Червоный кут

| Название     | Тип     |
| ------------ | ------- |
| Буки         | Поселок |
| Багва        | Село    |
| Кислин       | Село    |
| Куты         | Село    |
| Русаловка    | Село    |
| Новая Гребля | Село    |
| Червоный Кут | Село    |
| Ульяновка    | Село    |

## Транспорт
В Буках присутствует Автостанция.